# Conseil exécutif (Canada)
L'article est incomplet car il oublie de mentionner le Conseil exécutif de la province de l'Île-du-Prince-Edouard.
Pour les articles homonymes, voir Conseil exécutif.
Les Conseils exécutifs des provinces et des territoires du Canada sont les organes constitutionnels dirigés par le lieutenant-gouverneur d'un province ou le commissaire d'un territoire.
Ils consistent des conseils exécutifs de chaque province et territoire du Canada :
- Conseil exécutif de l'Alberta
- Conseil exécutif de la Colombie-Britannique
- Conseil exécutif du Manitoba
- Conseil exécutif du Nouveau-Brunswick
- Conseil exécutif de la Nouvelle-Écosse
- Conseil exécutif de l'Ontario
- Conseil exécutif du Québec
- Conseil exécutif de Saskatchewan
- Conseil exécutif de Terre-Neuve

Les territoires ont aussi des conseils :
- Conseil exécutif du Nunavut
- Conseil exécutif des Territoires du Nord-Ouest
- Conseil exécutif du Yukon

Le conseil exécutif fédéral n'est pas officiellement appelé un conseil exécutif. Il est appelé Conseil privé de la Reine pour le Canada.